# Athena (1954)
Athena ist ein US-amerikanischer romantischer Musicalfilm von Metro-Goldwyn-Mayer aus dem Jahre 1954.

## Handlung
Adam Calhorn Shaw, ein konservativer Anwalt, kandidiert wie bereits sein Vater und Großvater für einen Sitz im Kongress der Vereinigten Staaten. Er ist mit Beth verlobt. Als Adam sich bei einer Baumschule über seine dort gekauften Pfirsichbäume beschweren will, trifft er auf die energiegeladene und exzentrische Athena Mulvain. Sie ist die älteste von sieben Töchtern einer Familie von überzeugten Nichtrauchern, Vegetariern und Abstinenzlern, die an Astrologie und Numerologie glauben.
Athena bietet ihm an, ihm zu zeigen, wie man die Pfirsichbäume mulcht. Adam wird aber nervös und geht. Später kommt Athena auf Adams Party, mulcht die Pfirsichbäume, küsst ihn und kündigt ihm an, dass sie ihn heiraten wird. Nach ihrer numerologischen Rechnung passt auch Adams Freund Johnny Nyle perfekt zu ihrer Schwester Minerva. Am nächsten Morgen kommt Athena, zum Schock für Adams Verlobte, zu dessen Haus. Adam verspricht Athena zu sagen, dass er kein Interesse an einer Liebesbeziehung mit ihr hat. Als er es ihr sagen will, ist Athena verschwunden und Adam lässt seine Sekretärin nach ihr suchen. Johnny findet dann heraus, dass Athenas Familie ein Reformhaus besitzt und sie dort zu finden ist.
Als Adam in der kommenden Nacht zu Athenas Haus geht, trifft er dort deren meditierende Großmutter Salome und ihre sechs Schwestern Minerva, Niobe, Aphrodite, Calliope, Medea und Ceres. Außerdem sieht er dort Ed Perkins und Bill Nicolos, die dort für einen Mr. Universum-Wettbewerb von Athenas Großvater trainiert werden. Trotz der seltsamen Familie und obwohl Adam anfangs versucht, Athene zu widerstehen, erliegt er dann doch ihren Reizen und trennt sich von Beth. Gerade als alles rosig aussieht, sieht Athenas Großmutter schwere Zeiten voraus. Athenas Schwestern raten ihr, sich von Adam zu trennen. Sie entscheidet sich dagegen, da sie weiß, dass Liebe die Sterne verändern kann. Als Adam unterwegs ist, dekorieren sie dessen Haus mit großen Vasen und frischen Blumen. Adams einflussreicher Freund der Familie, Mr. Grenville, Adams Partner in der Rechtsanwaltskanzlei, Mr. Griswalde, Adams Wahlkampfmanager, Mr. Tremaine, rufen Adams Hausanschluss an und erreichen nur Athena. Daraufhin fahren alle zu Adams Haus und finden dort Athenas Großmutter vor.
Adam lädt Athena zu einem formellen Empfang bei Mr. Grenville ein. Athena bezaubert zunächst mit ihrer angenehmen Art und ihrer aus dem Stegreif gesungenen Arie aus einer Oper von Gaetano Donizetti. Sie verliert aber die Beherrschung, als Beth Athena eine Anrichtplatte überreicht, auf der sämtliches Gemüse mit Fleisch gefüllt ist. Weitere Schwierigkeiten ergeben sich, als Adam Ed Perkins und Großvater beim Mr. Universum-Finale demütigt. Athenas Großvater hatte gehofft, dass Ed Perkins Athena heiraten und mit ihr perfekte Kinder zeugen würde. Adam sagt zu Athenas Großvater, dass seine Überzeugungen nur Heucheleien seinen. Ed bedroht daraufhin Adam, der sich mit einem Jiu-Jitsu-Wurf wehrt. Dies alles wurde im landesweiten Fernsehen übertragen. Adams Berater meint, dass seine politische Karriere beendet sei, da er Wähler, die wie Athena denken, in Verlegenheit gebracht habe und ihnen unsympathisch sei, während diejenigen Wähler, die gegen diese Überzeugungen sind, nur sehen, dass er ständig mit ihnen zusammen sei. Trotz einiger weiterer Konflikte sind am Ende des Filmes alle versöhnt, und die Hauptakteure feiern ein Festmahl.

## Filmmusik
Der Film enthält mehrere Songs von Hugh Martin und Ralph Blane, darunter
- „Athena“ (Chor)
- „The Girl Next Door“ (Vic Damone), ein Variation des Hits „The Boy Next Door“ von Meet Me in St. Louis aus dem Jahre 1944.
- „Vocalize“ (Jane Powell) das später im Corarrangemt als „Harmonize“ (Jane Powell, Louis Calhern, Chorus) erscheint.
- „Imagine“ (Debbie Reynolds, Vic Damone)
- „Love can change the Stars“ (Jane Powell, Sisters, Vic Damone)
- „Never felt better“ (Debbie Reynolds, Jane Powell, Sisters)
- „Venezia“ (Vic Damone)
- Gaetano Donizettis „Chacun le sait“ aus La fille du régiment (Jane Powell)

### Doublepack 7" track list Mercury EP-2-3284
A1 Jane Powell: Vocalize
A2 Vic Damone: The Girl Next Door
B1 Debbie Reynolds: I Never Felt Better
B2 Jane Powell: Love Can Change The Stars
C1 Vic Damone: Love Can Change The Stars
C2 Vic Damone And Debbie Reynolds: Imagine
D1 Vic Damone: Venezia
D2 Jane Powell: Chacun Le Sait

## Produktion
Der Film hatte ein Originaldrehbuch. Arbeitstitel war Adam und Athena. In einer Mitteilung des Filmstudios aus dem Mai 1952 war Elizabeth Taylor als Hauptdarstellerin vorgesehen. Schlussendlich wurde Esther Williams unter Vertrag genommen. 1953 wurde Williams schwanger und es wurde angenommen, dass sie die Rolle nach der Geburt wieder übernehmen würde.
MGM kündigte an, dass Williams Auftritt in Athena verschoben würde, damit sie im Musical Bermuda von Joe Pasternak machen könnte. Das Studio entschied sich aber Esther Williams in Jupiter’s Darling zu besetzen und ersetzte sie im Film durch Jane Powell, die zuvor für den Film Love Me or Leave Me vorgesehen war. Die Hauptrolle wurde für Powell von einer Schwimmerin zu einer Sängerin. Janet Leigh und Vera-Ellen waren ebenfalls für den Film besetzt, schieden dann jedoch aus.
Die männliche Hauptrolle übernahm Edmund Purdom, der in The Student Prince (1954) zum Leading Man wurde. Der Produktionsleiter von MGM, Dore Schary, wollte Purdom zum Star aufbauen. Die Dreharbeiten wurden nach hinten verschoben, damit Purdom als Ersatz für Marlon Brando in The Egyptian auftreten konnte.

### Dreharbeiten
Regisseur Dick Thorpe war von dem Film wenig begeistert. In ihrer Autobiografie meinte Jane Powell, dass ihr die Rolle wenig Freude machte und dass der Film 20 Jahre später besser aufgenommen worden wäre.
Edmund Purdom und Linda Christian hatten während der Dreharbeiten eine Affäre und heirateten später.

## Rezeption

### Kinokasse
Laut den Aufzeichnungen von MGM nahm der film in den USA und Kanada $1222000 und in den anderen Länder $658000. In Summe blieb ein Verlust von $511000.

### Nachwirkungen
Steve Reeves Auftritt in den Film führte dazu, dass er 1958 für den Film Die unglaublichen Abenteuer des Herkules gecastet wurde. Die 13-jährige Tochter von Regisseurs Pietro Francisci sah Reeves in Athena und empfahl ihn ihrem Vater. Gemeinsam mit Jail Bait (1954) war es der einzige Film in der Reeves eigene Stimme zu hören war. Seine Europäischen Filme wurden alle von Synchronsprechern synchronisiert.